# Jerry Nelson (Puppenspieler)
Jerry Nelson (* 10. Juli 1934 in Tulsa, Oklahoma; † 23. August 2012) war ein US-amerikanischer Puppenspieler.

## Karriere
Ab 1965 trat Nelson in der Jimmy Dean Show auf, in der er erstmals mit Jim Henson zusammenarbeitete. Als Frank Oz nach einer Pause zurückkehrte, musste Nelson die Show verlassen.
Nelson wirkte seit 1970 in der Sesamstraße mit. Dort spielte er unter anderem die Figuren Graf Zahl (Count von Count), Lulatsch (Herry Monster), Sherlock Humbug (Sherlock Hemlock) und den Großen Mumpitz (The Amazing Mumford). Zusammen mit Richard Hunt und nach dessen Tod 1992 mit David Rudman spielte Nelson außerdem das Zweiköpfige Monster (The Two Headed Monster).
In der Muppet Show war Nelson vor allem für die musikalischen Rollen zuständig. Er spielte Kermits Neffen Robin, Floyd Pepper, Camilla das Huhn, sowie eine hohe Anzahl von Nebencharakteren. Nach Richard Hunts Tod übernahm er außerdem die Rolle des Statler, die er im Pilotfilm der Muppet Show bereits gespielt hatte.
Er spielte in der Serie Die Fraggles die Hauptfigur Gobo Fraggle sowie Pa Gorg (nur Gesicht und Stimme) und Marjorie, die allwissende Müllhalde (Marjory the Trash Heap).
2004 zog sich Nelson aus gesundheitlichen Gründen aus den Produktionen mit Charakteren der Muppet Show zurück. In der Sesamstraße wirkte er aber weiterhin mit.

### Privates
Nelson hatte eine Tochter namens Christine, die an Mukoviszidose litt. Sie hatte Gastauftritte in der Sesamstraße und bei den Muppets. 1982 erlag sie ihrer Krankheit.